# Стипендія Родса

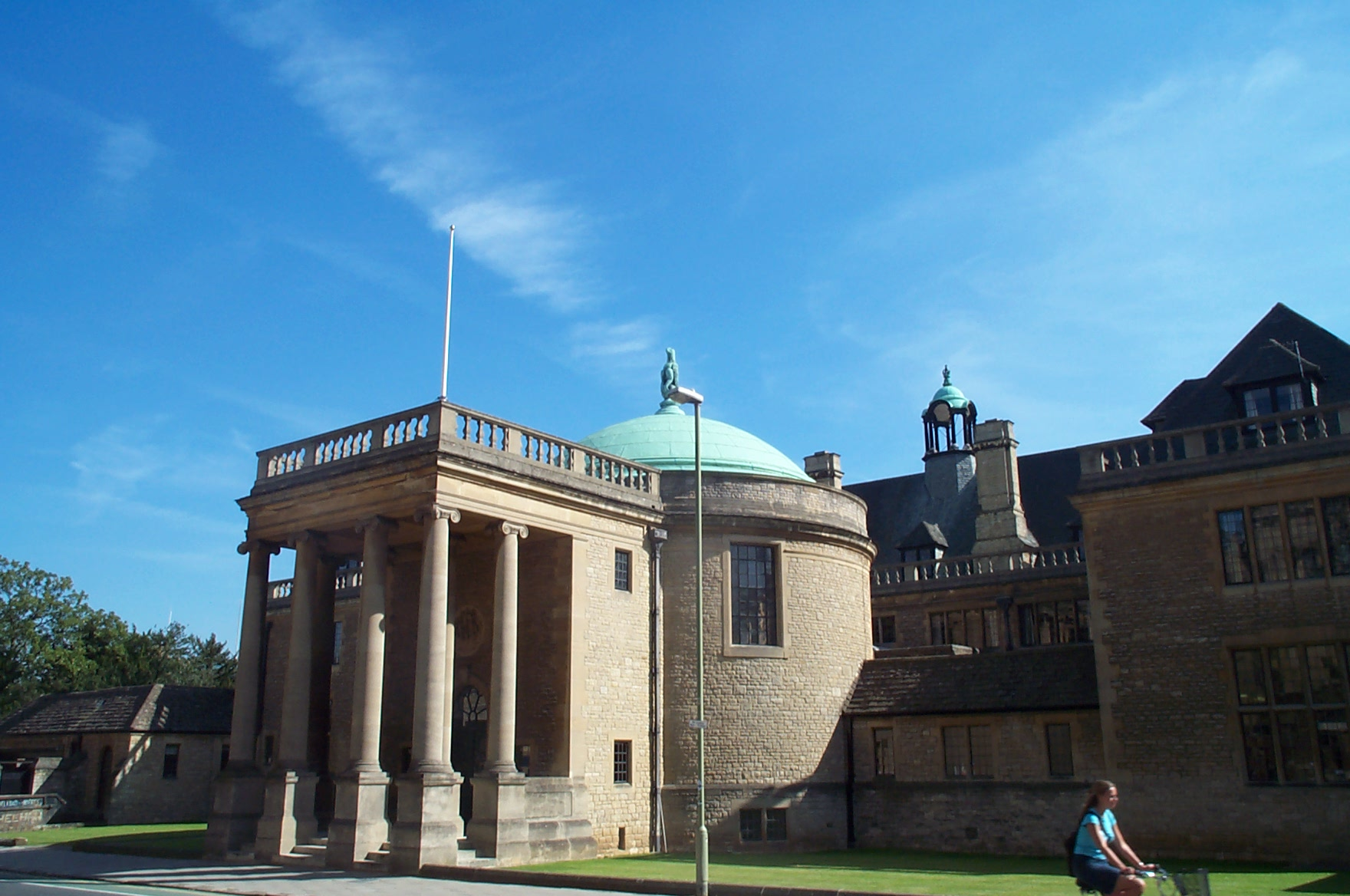
Будинок Родса в Оксфорді, де базується фонд імені Сесіля Родса

Стипендія Родса (англ. Rhodes Scholarship) — міжнародна стипендія для навчання в Оксфордському університеті. Заснована в 1902 році Сесілем Родсом для студентів з Британської імперії, США та Німеччини. Нині претендувати на стипендію Родса можуть студенти з Австралії, Бермудських островів, англомовних країн Вест-Індії, Німеччини, Гонконгу, Замбії, Зімбабве, Індії, Канади, Кенії, Нової Зеландії, Пакистану, США, ПАР і її сусідів (Ботсвани, Лесото, Малаві, Намібії, Свазіленду). Премію присуджують за високі академічні здібності, спортивні досягнення, наявність лідерських якостей; незалежно від раси, етнічного походження, кольору шкіри, релігії, сексуальної орієнтації, сімейного статусу і соціального походження.
Стипендіати програми можуть навчатися на будь-якому курсі магістратури або аспірантури Оксфордського університету, а також отримувати другу вищу освіту. Стипендія зазвичай розрахована на два роки навчання, але іноді може надаватися лише на рік. Питання отримання стипендії Родса студентами на третій рік навчання (для тих, хто збирається здобувати ступінь доктора філософії) розглядаються фондом імені Родса протягом другого року. Навчання в університеті оплачується фондом, також крім вартості самого навчання фонд виділяє стипендіатам деяку суму на оплату проживання.